# Maciej Popowski
Maciej Popowski (ur. 25 listopada 1964) – polski filolog, dyplomata i urzędnik europejski, zastępca sekretarza generalnego Europejskiej Służby Działań Zewnętrznych (2011–2016).

## Życiorys
W 1988 ukończył filologię germańską i niderlandzką na Uniwersytecie Wrocławskim. Odbył studia podyplomowe w Polskim Instytucie Spraw Międzynarodowych. Od 1988 do 1991 pracował jako asystent na Wydziale Filologicznym macierzystej uczelni, następnie przeszedł do pracy w dyplomacji w ramach Ministerstwa Spraw Zagranicznych. W latach 1993–1999 pracował w Misji RP przy Unii Europejskiej, kolejno jako II sekretarz, I sekretarz i radca. Od 2000 był wicedyrektorem, a od 2000 do 2001 dyrektorem Departamentu Unii Europejskiej w MSZ. Od 2001 ponownie pracował w Misji RP przy UE, do 2003 uczestniczył w zespole akcesyjnym. W latach 2003–2008 pełnił funkcję stałego przedstawiciela Polski w Komitecie Politycznym i Bezpieczeństwa Unii Europejskiej.
Od 2008 związany z administracją UE, w której obejmował stanowiska dyrektorskie. Od 2009 kierował gabinetem przewodniczącego Parlamentu Europejskiego Jerzego Buzka. 1 stycznia 2011 został przez Catherine Ashton powołany na stanowisko jednego z dwóch zastępców sekretarza generalnego Europejskiej Służby Działań Zewnętrznych. W kwietniu 2016 został zastępcą dyrektora generalnego Dyrekcji Generalnej ds. Polityki Sąsiedztwa i Negocjacji w sprawie Rozszerzenia (DG NEAR). We wrześniu 2020 został pełniącym obowiązki dyrektora generalnego tej dyrekcji, wykonywał je do stycznia 2023. W tym samym roku został dyrektorem generalnym Dyrekcji Generalnej ds. Prowadzonych przez UE Operacji Ochrony Ludności i Pomocy Humanitarnej.
Posługuje się językiem angielskim, niemieckim, niderlandzkim, francuskim i rosyjskim.

## Odznaczenia
W 2005 otrzymał Srebrny Krzyż Zasługi. W 2012, za wybitne zasługi w rozwijaniu międzynarodowej współpracy, za osiągnięcia w działalności dyplomatycznej i promowanie spraw Polski w Unii Europejskiej, odznaczony Krzyżem Oficerskim Orderu Odrodzenia Polski. W 2022 otrzymał ukraiński Order „Za zasługi” III klasy.

## Publikacje książkowe
- Maciej Popowski, Alfabet brukselski, Warszawa: Kurhaus Publishing, 2015, s. 192, ISBN 978-83-63993-29-0.